# Pterostichus nearcticus
Pterostichus nearcticus är en skalbaggsart som beskrevs av Carl Hildebrand Lindroth. Pterostichus nearcticus ingår i släktet Pterostichus och familjen jordlöpare. Inga underarter finns listade i Catalogue of Life.